# 1954年全米選手権 (テニス)
1954年 全米選手権（1954ねんぜんべいせんしゅけん）に関する記事。

## 大会の流れ
- 1881年から1967年まで、全米選手権は各部門が個別の名称を持ち、大会会場も別々のテニスクラブで開かれた。これが他の3つのテニス4大大会と大きく異なる点である。
  - 男子シングルス 名称：全米シングルス選手権（U.S. National Singles Championship）/会場：ニューヨーク市クイーンズ区フォレストヒルズ、ウエストサイド・テニスクラブ （1924年-1977年）
  - 女子シングルス 名称：全米女子シングルス選手権（U.S. Women's National Singles Championship）/会場：フォレストヒルズ、ウエストサイド・テニスクラブ （1921年-1977年）
  - 男子ダブルス 名称：全米ダブルス選手権（U.S. National Doubles Championship）/会場：マサチューセッツ州ボストン市、ロングウッド・クリケット・クラブ （1946年-1967年まで）
  - 女子ダブルス 名称：全米女子ダブルス選手権（U.S. Women's National Doubles Championship）/会場：ボストン、ロングウッド・クリケット・クラブ （1946年-1967年まで）
  - 混合ダブルス 名称：全米混合ダブルス選手権（U.S. Mixed Doubles Championship）/会場：フォレストヒルズ、ウエストサイド・テニスクラブ （1942年-1977年）
- 1967年までは、男子ダブルス・女子ダブルスの2部門がボストンの「ロングウッド・クリケット・クラブ」で開かれ、他の3部門（男女シングルス・混合ダブルス）はフォレストヒルズで行われた。

## シード選手

### 男子シングルス
（アメリカ人シード選手：10名）
1. トニー・トラバート （ベスト8）
2. ビック・セイシャス （初優勝）
3. ハミルトン・リチャードソン （ベスト4）
4. アーサー・ラーセン （ベスト8）
5. エディ・モイラン （4回戦）
6. ストレート・クラーク （3回戦）
7. ガードナー・ムロイ （4回戦）
8. トム・ブラウン （ベスト8）
9. バーナード・バーツェン （3回戦）
10. ビル・タルバート （4回戦）

（外国人シード選手：10名）
1. ルー・ホード （ベスト8）
2. ケン・ローズウォール （ベスト4）
3. スベン・デビッドソン （4回戦）
4. レックス・ハートウィグ （準優勝）
5. レナート・ベルゲリン （3回戦）
6. ニール・フレーザー （4回戦）
7. オーウェン・ウィリアムズ （4回戦）
8. 加茂公成 （3回戦）
9. ロルヌ・マン （3回戦）
10. ロジャー・ベッカー （3回戦）

### 女子シングルス
本年度の女子シード選手に関しては、不詳。

## 大会経過

### 男子シングルス
準々決勝
- レックス・ハートウィグ vs.  トニー・トラバート 6-2, 8-6, 2-6, 6-2
- ケン・ローズウォール vs.  アーサー・ラーセン 9-7, 4-6, 4-6, 6-3, 6-4
- ビック・セイシャス vs.  トム・ブラウン 6-4, 6-2, 6-2
- ハミルトン・リチャードソン vs.  ルー・ホード 6-4, 7-5, 11-13, 4-6, 6-3

準決勝
- レックス・ハートウィグ vs.  ケン・ローズウォール 6-4, 6-3, 6-4
- ビック・セイシャス vs.  ハミルトン・リチャードソン 6-3, 12-14, 8-6, 6-2

### 女子シングルス
準々決勝
- ルイーズ・ブラフ vs.  ベティ・ローゼンクエスト 6-2, 6-3
- ダーリーン・ハード vs.  デニス・ブラッドショー 6-3, 5-7, 6-2
- ドリス・ハート vs.  ロイス・フェリックス 6-1, 6-1
- シャーリー・フライ vs.  ベバリー・フライツ 不戦勝

準決勝
- ルイーズ・ブラフ vs.  ダーリーン・ハード 6-2, 6-3
- ドリス・ハート vs.  シャーリー・フライ 6-2, 6-0

## 決勝戦の結果
- 男子シングルス： ビック・セイシャス vs.  レックス・ハートウィグ 3-6, 6-2, 6-4, 6-4
- 女子シングルス： ドリス・ハート vs.  ルイーズ・ブラフ 6-8, 6-1, 8-6
- 男子ダブルス： ビック・セイシャス& トニー・トラバート vs.  ケン・ローズウォール& ルー・ホード 3-6, 6-4, 8-6, 6-3
- 女子ダブルス： ドリス・ハート& シャーリー・フライ vs.  ルイーズ・ブラフ& マーガレット・オズボーン・デュポン 6-4, 6-4
- 混合ダブルス： ビック・セイシャス& ドリス・ハート vs.  ケン・ローズウォール& マーガレット・オズボーン・デュポン 4-6, 6-1, 6-1